# Station Senri-Chuo
Station Senri-Chuo (千里中央駅, Senri-Chūō-eki) is een spoorweg- en metrostation in Toyonaka gelegen in de Japanse prefectuur Osaka. Het wordt aangedaan door de Namboku-lijn en de Osaka Monorail. De Namboku-lijn sluit direct aan op de Midosuji-lijn bij station Esaka. Hoewel de Namboku-lijn officieel geen deel uitmaakt van de metro, hebben de stations wel een stationsnummer van de Midosuji-lijn. Het station heeft het nummer M08 en wordt ook wel Senchū genoemd.

## Lijnen

### Kitakyu(stationsnummer M08)
| 1 | ■Namboku-lijn | richting Esaka (Midosuji-lijn) |
| 2 | ■Namboku-lijn | richting Esaka (Midosuji-lijn) |

### Osaka Kōsoku Tetsudō
| 1 | ■ Osaka Monorail | naar Minami-Ibaraki, Banpaku-Kinen-Kōen en Kadoma-shi |
| 2 | ■ Osaka Monorail | naar Hotarugaike en Osaka Airport                     |

## Geschiedenis
Het station werd in 1970 geopend aan de Namboku-lijn nadat de expositie aldaar was gesloten. In 1990 kreeg de Monorail van Osaka een halte bij het station.

## Overig openbaar vervoer
Nabij het station bevindt zich een groot busstation.
- Halte 1:
  - Bussen 9, 10, 45 en 46
- Halte 2:
  - Bussen 40, 40A, 41, 43, 44 en 46
- Halte 3:
  - 47 en 47A
- Halte 4:
  - Bussen 1, 29, 61, 65, 67, 68 en 69
- Halte 5:
  - Bussen 30, 51, 53, 54, 55, 56, 59, 64 en 66
- Halte 6:
  - Bussen 78, 79, 101, 103, 105, 112, 164 en 171
- Halte 7:
  - Bussen 25, 27, 28, 81, 82, 83, en 85
- Halte 8:
  - Bussen 71 en 72
- Halte 9:
  - Bussen 76 en 77
- Halte 10
  - Bussen 6, 17, 18, en 57
- Halte 11
  - Bussen 19, 20, 60, 62 en 63
- Halte 12:
  - Bussen 175 en 176

## Sationsomgeving
Het station ligt in het centrum van Senri New Town waardoor er veel voorzieningen rond het station zijn.
- Hankyu Oasis
- Senri Selcy (winkelcentrum)
- Senri Hankyu
- LABI Senri
- Cultuurcentrum Yomiuri
- Senri Hankyu Hotel
- SSOK (groothandel)
- Bibliotheek van Toyonaka-Senri
- Senri Life Science Center